# Nele Trebs
Nele Trebs (Berlino, 12 settembre 1999) è un'attrice tedesca.

## Vita privata
La madre, Dorothea Trebs, è un agente di talento, mentre i suoi fratelli Enno, Lilli, Theo e Pepe sono anch'essi attori.

## Filmografia parziale

### Cinema
- Lore, regia di Cate Shortland (2012)

### Televisione
- Il nostro amico Charly (Unser Charly) - serie TV (2010)
- SOKO Wismar - serie TV (2012, 2013, 2015)
- In aller Freundschaft - Die jungen Ärzte - serie TV (2017)
- Dark - serie TV (2017-2020)
- Reiterhof Wildenstein - serie TV (2019-in corso)